# زاوية سمت الشمس الرأسية
زاوية سمت الشمس الرأسية (بالإنجليزية: Solar zenith angle)‏ هي زاوية سمت الرأسية للشمس، أي الزاوية بين أشعة الشمس والاتجاه الرأسي [الإنجليزية]. وهو متمم ارتفاع الشمس الذي هو زاوية الارتفاع المحصورة بين أشعة الشمس والمستوي الأفقي. عند الظهيرة، تكون زاوية السمت الرأسية في أدنى حد لها وتساوي العرض الجغرافي ناقص زاوية ميل الشمس. هذا هو الأساس الذي اعتمد عليه البحارة القدماء في الإبحار عبر المحيطات.
تُستخدم زاوية سمت الشمس الرأسية عادةً بالاشتراك مع زاوية سمت الشمس لتحديد موضع الشمس كما تُرصد من موقع معين على سطح الأرض.

## الصيغة
{\displaystyle \cos \theta _{s}=\sin \alpha _{s}=\sin \Phi \sin \delta +\cos \Phi \cos \delta \cos h}
حيث:
- {\displaystyle \theta _{s}} هي زاوية سمت الشمس الرأسية
- {\displaystyle \alpha _{s}} هي زاوية ارتفاع الشمس، وتساوي {\displaystyle \alpha _{s}=90^{\circ }-\theta _{s}}
- {\displaystyle h} هي الزاوية الساعية بالتوقيت الشمسي المحلي.
- {\displaystyle \delta } هو الميل الحالي للشمس
- {\displaystyle \Phi } هو العرض الجغرافي المحلي.